# Ruta montana
Ruta montana — вид квіткових рослин родини Рутові (Rutaceae), поширений у Середземномор'ї.

## Опис
Це багаторічна рослина заввишки 20–45 см. Листя дво- триперисте, кінцеві лінійні листочки тільки 1 мм або менше вшир, сіро-зелені. Суцвіття щільні. Квіти жовті, пелюстки довгасті з хвилястими полями, період цвітіння — літо.

## Поширення
Поширений у Середземномор'ї: Африка (Алжир, Марокко, Туніс), Європа (Балеарські острови, Франція, Греція, Італія, Португалія, Іспанія, Туніс, європейська Туреччина).
Росте на кам'янистих берегах і серед чагарників (маквіс).

## Галерея

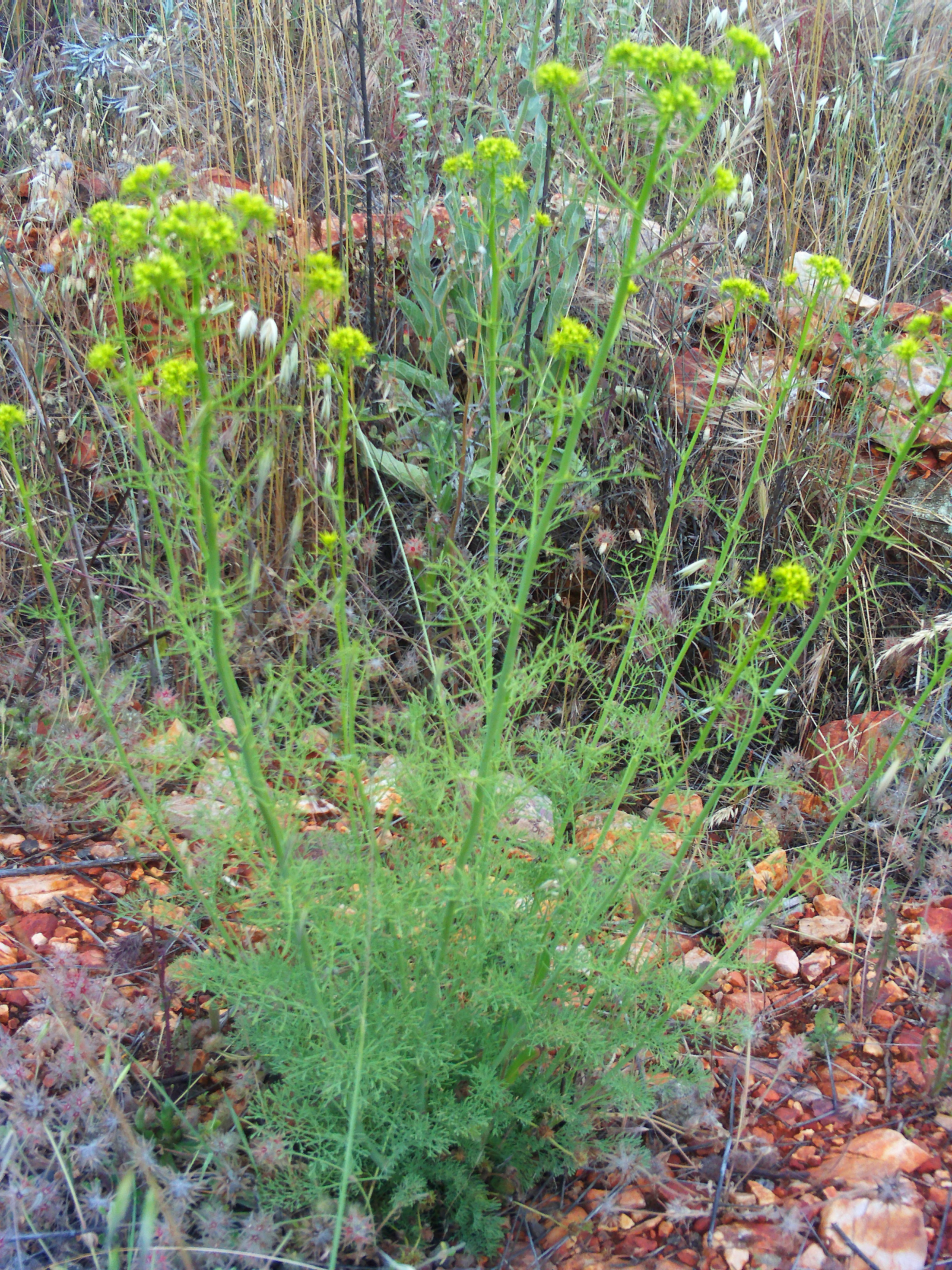
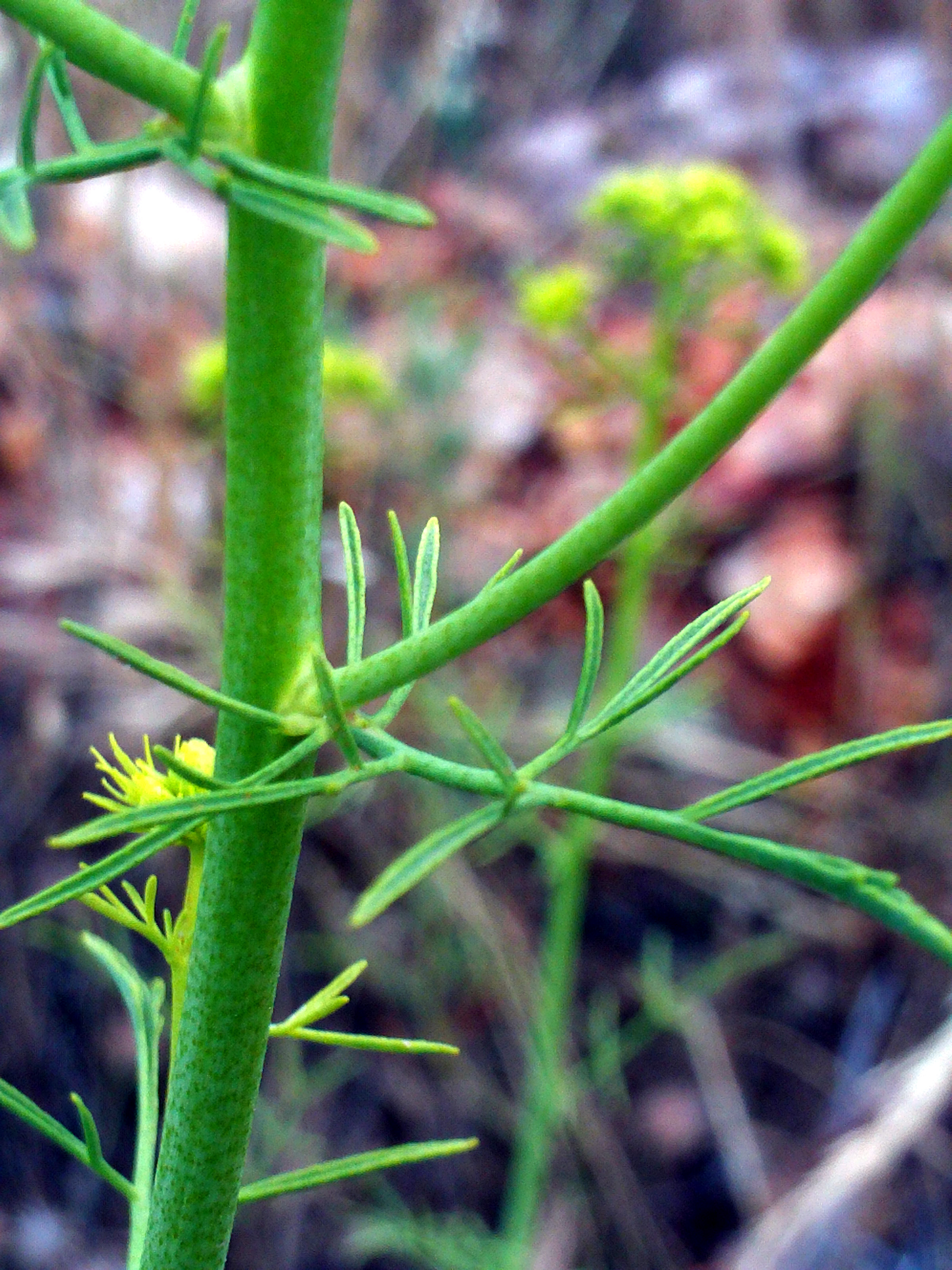
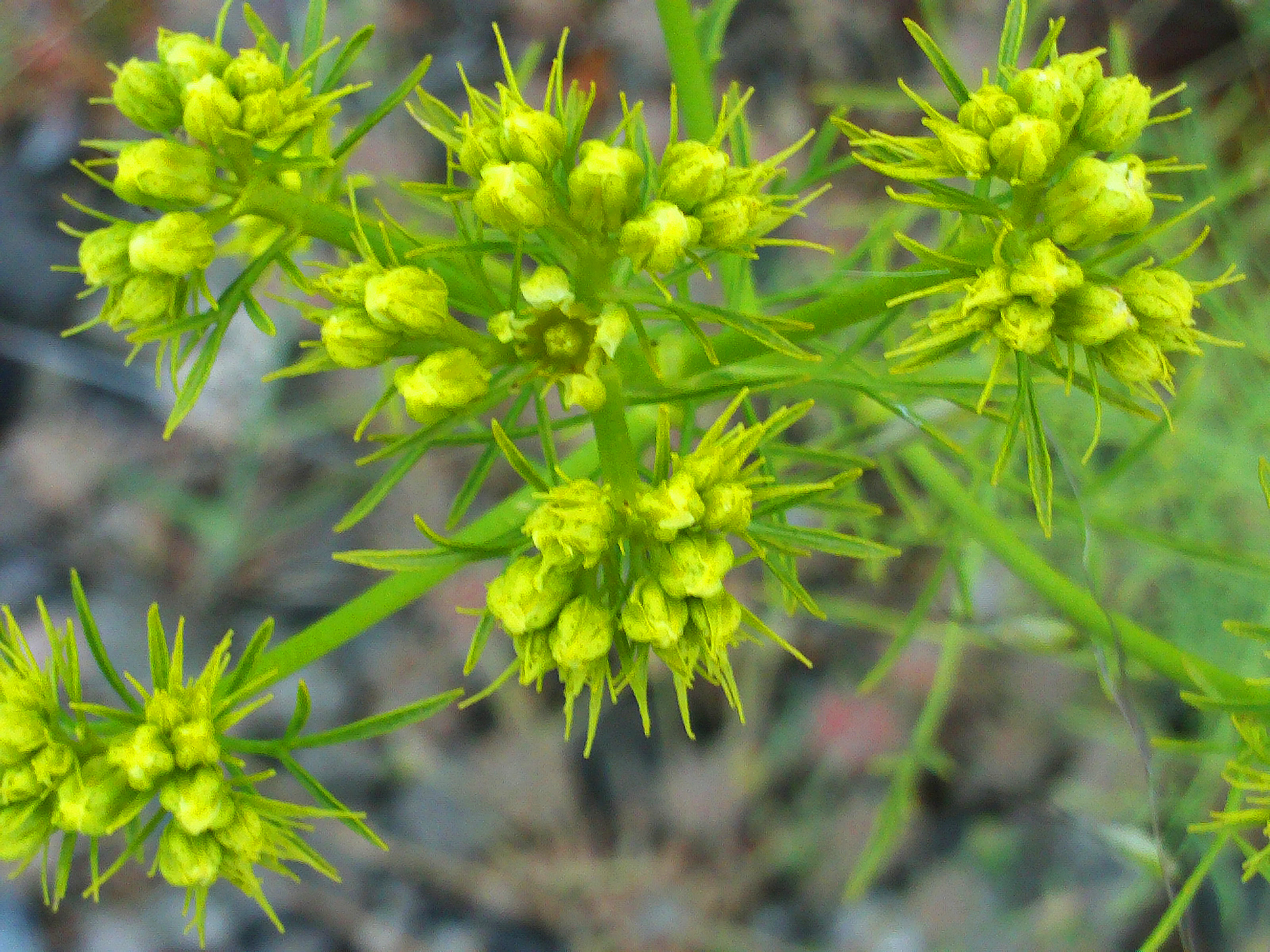